# Bologna Football Club 1971-1972
Questa voce raccoglie le informazioni riguardanti il Bologna Football Club nelle competizioni ufficiali della stagione 1971-1972.

## Stagione
Nella stagione 1971-1972 il Bologna disputa il campionato di Serie A, ottiene 25 punti piazzandosi undicesima, lo scudetto è stato vinto dalla Juventus con una lunghezza di vantaggio sul Milan ed il Torino. Sono retrocessi in Serie B il Mantova ed il Catanzaro con 21 punti ed il Varese con 13 punti.
Il Bologna nel girone di andata raccoglie solo 10 punti ed è in lotta per salvarsi, poi nel girone di ritorno ne ottiene 15 e termina il campionato di Serie A 1971-1972 all'undicesimo posto in classifica, Beppe Savoldi con 15 reti è stato il miglior realizzatore dei rossoblù, 3 reti messe a segno in Coppa Italia, 11 in campionato ed 1 in Coppa UEFA. La squadra bolognese in Coppa Italia si è classificata al primo posto nel gruppo 5, qualificandosi ai gironi di semifinale, dove nel gruppo B giunge terza dietro al Napoli e alla Fiorentina e davanti alla Lazio. in Coppa UEFA il Bologna supera l'Anderlecht ai trentaduesimi di finale, quindi ai sedicesimi perde con la squadra jugoslava dell'FK Željezničar, per aver realizzato una rete in meno in trasferta.

## Divise
| Casa | Trasferta | 1ª portiere |

## Rosa
| N. |                   | Ruolo | Calciatore                        |
| -- | ----------------- | ----- | --------------------------------- |
|    | Italia (bandiera) | P     | Giuseppe Vavassori                |
|    | Italia (bandiera) | P     | Amos Adani                        |
|    | Italia (bandiera) | D     | Tazio Roversi                     |
|    | Italia (bandiera) | D     | Adriano Fedele                    |
|    | Italia (bandiera) | D     | Franco Cresci                     |
|    | Italia (bandiera) | D     | Franco Battisodo                  |
|    | Italia (bandiera) | D     | Francesco Janich                  |
|    | Italia (bandiera) | D     | Roberto Prini                     |
|    | Italia (bandiera) | D     | Vittorio Caporale                 |
|    | Italia (bandiera) | C     | Giacomo Bulgarelli (vicecapitano) |

| N. |                   | Ruolo | Calciatore               |
| -- | ----------------- | ----- | ------------------------ |
|    | Italia (bandiera) | C     | Mauro Pasqualini         |
|    | Italia (bandiera) | C     | Pierino Ghetti           |
|    | Italia (bandiera) | C     | Augusto Scala            |
|    | Italia (bandiera) | C     | Francesco Liguori        |
|    | Italia (bandiera) | C     | Marino Perani (capitano) |
|    | Italia (bandiera) | C     | Ivan Gregori             |
|    | Italia (bandiera) | A     | Giuseppe Savoldi         |
|    | Italia (bandiera) | A     | Bruno Pace               |
|    | Italia (bandiera) | A     | Francesco Rizzo          |
|    | Italia (bandiera) | A     | Fausto Landini           |

## Risultati

### Serie A

#### Girone di andata
| Arbitro: | R. Lattanzi (Roma) |

|                         |           |               |
| Spadetto 16’ Suarez 25’ | Marcatori | 9’ F. Landini |

| Arbitro: | Mascali (Desenzano del Garda) |

|           |           |  |
| Rizzo 60’ | Marcatori |  |

| Arbitro: | Gonella (Torino) |

|             |           |                |
| Carelli 19’ | Marcatori | 31’ G. Savoldi |

| Arbitro: | Serafino (Roma) |

|                           |           |             |
| G. Savoldi 31’ Perani 44’ | Marcatori | 66’ Damiani |

| Arbitro: | Menegali (Roma) |

|                          |           |              |
| Clerici 83’ Chiarugi 90’ | Marcatori | 60’ A. Scala |

| Arbitro: | Monti (Ancona) |

|                |           |                         |
| G. Savoldi 45’ | Marcatori | 18’ Bettega 26’ Capello |

| Arbitro: | Cantelli (Firenze) |

|               |           |           |
| Riva 11’, 54’ | Marcatori | 83’ Rizzo |

| Arbitro: | Gonella (Torino) |

|  |           |                                   |
|  | Marcatori | 14’ Facchetti 21’, 31’ Boninsegna |

| Arbitro: | Pieroni (Roma) |

|  |           |               |
|  | Marcatori | 8’, 46’ Prati |

| Verona 19 dicembre 1971 10ª giornata | Verona           | 0 – 0 | Bologna | Stadio Marcantonio Bentegodi\| Arbitro: \| Torelli (Milano) \| |
| Arbitro:                             | Torelli (Milano) |       |         |                                                                |

| Arbitro: | Branzoni (Pavia) |

|             |           |  |
| Franzot 49’ | Marcatori |  |

| Arbitro: | Carminati (Milano) |

|                    |           |             |
| G. Savoldi 2’, 29’ | Marcatori | 77’ Busatta |

| Bergamo 9 gennaio 1972 13ª giornata | Atalanta        | 0 – 0 | Bologna | Stadio Comunale\| Arbitro: \| Giunti (Arezzo) \| |
| Arbitro:                            | Giunti (Arezzo) |       |         |                                                  |

| Arbitro: | Barbaresco (Cormons) |

|                           |           |                          |
| Perani 40’ G. Savoldi 44’ | Marcatori | 16’ Improta 42’ Altafini |

| Arbitro: | Gussoni (Tradate) |

|             |           |  |
| Agroppi 83’ | Marcatori |  |

#### Girone di ritorno
| Arbitro: | Francescon (Padova) |

|                       |           |  |
| G. Savoldi 90’ (rig.) | Marcatori |  |

| Varese 6 febbraio 1972 17ª giornata | Varese            | 0 – 0 | Bologna | Stadio Franco Ossola\| Arbitro: \| Angonese (Mestre) \| |
| Arbitro:                            | Angonese (Mestre) |       |         |                                                         |

| Arbitro: | Michelotti (Parma) |

|            |           |                |
| Fedele 55’ | Marcatori | 47’ S. Petrini |

| Arbitro: | Motta (Monza) |

|                          |           |                                           |
| Bagatti 29’ Maraschi 80’ | Marcatori | 49’ F. Landini 59’ Gregori 82’ Bulgarelli |

| Arbitro: | Serafino (Roma) |

|             |           |             |
| Gregori 21’ | Marcatori | 80’ Longoni |

| Arbitro: | Francescon (Padova) |

|                               |           |            |
| Anastasi 71’ G. Marchetti 72’ | Marcatori | 25’ Perani |

| Arbitro: | Toselli (Cormons) |

|                                |           |          |
| Gregori 4’ Niccolai 50’ (aut.) | Marcatori | 33’ Riva |

| Arbitro: | Giunti (Arezzo) |

|           |           |                |
| Corso 78’ | Marcatori | 48’ F. Landini |

| Arbitro: | Pieroni (Roma) |

|           |           |  |
| Golin 46’ | Marcatori |  |

| Arbitro: | Carminati (Milano) |

|            |           |  |
| Perani 88’ | Marcatori |  |

| Arbitro: | Torelli (Milano) |

|                    |           |                               |
| G. Savoldi 4’, 42’ | Marcatori | 38’ L. Liguori 79’ Cappellini |

| Arbitro: | Gonella (Torino) |

|             |           |  |
| Banelli 70’ | Marcatori |  |

| Arbitro: | R. Lattanzi (Roma) |

|                       |           |                    |
| G. Savoldi 66’ (rig.) | Marcatori | 36’ S. Magistrelli |

| Napoli 21 maggio 1972 29ª giornata | Napoli               | 0 – 0 | Bologna | Stadio San Paolo\| Arbitro: \| Gialluisi (Barletta) \| |
| Arbitro:                           | Gialluisi (Barletta) |       |         |                                                        |

| Arbitro: | Angonese (Mestre) |

|                           |           |                          |
| Fedele 32’ G. Savoldi 58’ | Marcatori | 50’, 81’ Agroppi 77’ Bui |

### Coppa Italia

#### Girone 5
| Arbitro: | R. Lattanzi (Roma) |

|             |           |                                 |
| Picella 30’ | Marcatori | 42’ Rizzo 87’ (aut.) Stefanello |

| Arbitro: | Calì (Roma) |

|                                         |           |  |
| Rizzo 14’ Bulgarelli 53’ F. Landini 72’ | Marcatori |  |

| Arbitro: | Gonella (Torino) |

|  |           |                                 |
|  | Marcatori | 21’ Rizzo 84’ (aut.) Ceccarelli |

| 12 settembre 1971 4ª giornata |  | – Turno di riposo BOLOGNA |  |  |

| Arbitro: | Levrero (Genova) |

|                                                   |           |                   |
| G. Savoldi 25’, 85’ Pace 46’ Fedele 67’ Rizzo 83’ | Marcatori | 19’, 29’ Maraschi |

#### Girone Finale B
| Arbitro: | Carminati (Milano) |

|                            |           |                           |
| Bulgarelli 68’ Gregori 77’ | Marcatori | 14’ M. Perego 88’ Juliano |

| Firenze 8 giugno 1972 2ª giornata | Fiorentina     | 0 – 0 | Bologna | Stadio Comunale\| Arbitro: \| Trono (Torino) \| |
| Arbitro:                          | Trono (Torino) |       |         |                                                 |

| Arbitro: | Porcelli (Lodi) |

|  |           |                |
|  | Marcatori | 87’ G. Savoldi |

| Arbitro: | Serafino (Roma) |

|                          |           |           |
| M. Perego 16’ Macchi 46’ | Marcatori | 20’ Rizzo |

| Arbitro: | Motta (Monza) |

|  |           |                          |
|  | Marcatori | 79’ De Sisti 90’ Braglia |

| Arbitro: | Gialluisi (Barletta) |

|                |           |               |
| Ghetti 3’, 63’ | Marcatori | 15’ Chinaglia |

### Coppa UEFA
| Arbitro: | Bircsak |

|            |           |               |
| Perani 26’ | Marcatori | 60’ Van Himst |

| Arbitro: | Camacho Jimenez |

|  |           |                          |
|  | Marcatori | 10’ G. Savoldi 85’ Rizzo |

| Arbitro: | Loraux |

|                  |           |            |
| Bukal 75’ (rig.) | Marcatori | 29’ Perani |

| Arbitro: | Bakhramov |

|                 |           |                   |
| Fedele 15’, 70’ | Marcatori | 58’, 83’ Janković |

## Statistiche

### Statistiche di squadra
| Competizione | Punti | In casa | In casa | In casa | In casa | In casa | In casa | In trasferta | In trasferta | In trasferta | In trasferta | In trasferta | In trasferta | Totale | Totale | Totale | Totale | Totale | Totale | DR |
| Competizione | Punti | G       | V       | N       | P       | Gf      | Gs      | G            | V            | N            | P            | Gf           | Gs           | G      | V      | N      | P      | Gf     | Gs     | DR |
| ------------ | ----- | ------- | ------- | ------- | ------- | ------- | ------- | ------------ | ------------ | ------------ | ------------ | ------------ | ------------ | ------ | ------ | ------ | ------ | ------ | ------ | -- |
| Serie A      | 25    | 15      | 6       | 5       | 4       | 19      | 20      | 15           | 1            | 6            | 8            | 9            | 16           | 30     | 7      | 11     | 12     | 28     | 36     | -8 |
| Coppa Italia |       | 5       | 3       | 1       | 1       | 12      | 7       | 5            | 3            | 1            | 1            | 6            | 3            | 10     | 6      | 2      | 2      | 18     | 10     | +8 |
| Coppa UEFA   |       | 2       | 0       | 2       | 0       | 3       | 3       | 2            | 1            | 1            | 0            | 3            | 1            | 4      | 1      | 3      | 0      | 6      | 4      | +2 |
| Totale       |       | 22      | 9       | 8       | 5       | 34      | 30      | 22           | 5            | 8            | 9            | 18           | 20           | 44     | 14     | 16     | 14     | 52     | 50     | +2 |

### Statistiche dei giocatori
| Giocatore       | Serie A  | Serie A | Coppa Italia | Coppa Italia | Coppa UEFA | Coppa UEFA | Totale   | Totale |
| Giocatore       | Presenze | Reti    | Presenze     | Reti         | Presenze   | Reti       | Presenze | Reti   |
| --------------- | -------- | ------- | ------------ | ------------ | ---------- | ---------- | -------- | ------ |
| A. Adani        | 23       | -23     | ?            | ?            | 2          | -3         | 25+      | -26+   |
| F. Battisodo    | 9        | 0       | ?            | ?            | 4          | 0          | 13+      | 0+     |
| G. Bulgarelli   | 23       | 1       | ?            | ?            | 2          | 0          | 25+      | 1+     |
| V. Caporale     | 4        | 0       | ?            | ?            | -          | -          | 4+       | 0+     |
| F. Cresci       | 29       | 0       | ?            | ?            | 4          | 0          | 33+      | 0+     |
| A. Fedele       | 27       | 2       | ?            | ?            | 3          | 2          | 30+      | 4+     |
| P. Ghetti       | 1        | 0       | ?            | ?            | -          | -          | 1+       | 0+     |
| I. Gregori      | 28       | 3       | ?            | ?            | 4          | 0          | 32+      | 3+     |
| F. Janich       | 21       | 0       | ?            | ?            | -          | -          | 21+      | 0+     |
| F. Landini (II) | 21       | 3       | ?            | ?            | 2          | 0          | 23+      | 3+     |
| F. Liguori      | 4        | 0       | ?            | ?            | -          | -          | 4+       | 0+     |
| B. Pace         | 15       | 0       | ?            | ?            | 4          | 0          | 19+      | 0+     |
| M. Perani       | 25       | 4       | ?            | ?            | 4          | 2          | 29+      | 6+     |
| R. Prini        | 18       | 0       | ?            | ?            | 2          | 0          | 20+      | 0+     |
| F. Righi        | 1        | 0       | ?            | ?            | 2          | 0          | 3+       | 0+     |
| F. Rizzo        | 25       | 2       | ?            | ?            | 4          | 1          | 29+      | 3+     |
| T. Roversi      | 24       | 0       | ?            | ?            | 4          | 0          | 28+      | 0+     |
| G. Savoldi (I)  | 30       | 11      | ?            | ?            | 4          | 1          | 34+      | 12+    |
| A. Scala        | 14       | 1       | ?            | ?            | 2          | 0          | 16+      | 1+     |
| O. Testa        | 3        | -3      | ?            | ?            | -          | -          | 3+       | -3+    |
| G. Vavassori    | 5        | -10     | ?            | ?            | 2          | -1         | 7+       | -11+   |